# Star to a Young Culture
 (mai 2023).
La mise en forme du texte ne suit pas les recommandations de Wikipédia : il faut le « wikifier ».
Les points d'amélioration suivants sont les cas les plus fréquents. Le détail des points à revoir est peut-être précisé sur la page de discussion.
- Les titres sont pré-formatés par le logiciel. Ils ne sont ni en capitales, ni en gras.
- Le texte ne doit pas être écrit en capitales (les noms de famille non plus), ni en gras, ni en italique, ni en « petit »…
- Le gras n'est utilisé que pour surligner le titre de l'article dans l'introduction, une seule fois.
- L'italique est rarement utilisé : mots en langue étrangère, titres d'œuvres, noms de bateaux, etc.
- Les citations ne sont pas en italique mais en corps de texte normal. Elles sont entourées par des guillemets français : « et ».
- Les listes à puces sont à éviter, des paragraphes rédigés étant largement préférés. Les tableaux sont à réserver à la présentation de données structurées (résultats, etc.).
- Les appels de note de bas de page (petits chiffres en exposant, introduits par l'outil «  Source ») sont à placer entre la fin de phrase et le point final[comme ça].
- Les liens internes (vers d'autres articles de Wikipédia) sont à choisir avec parcimonie. Créez des liens vers des articles approfondissant le sujet. Les termes génériques sans rapport avec le sujet sont à éviter, ainsi que les répétitions de liens vers un même terme.
- Les liens externes sont à placer uniquement dans une section « Liens externes », à la fin de l'article. Ces liens sont à choisir avec parcimonie suivant les règles définies. Si un lien sert de source à l'article, son insertion dans le texte est à faire par les notes de bas de page.
- La présentation des références doit suivre les conventions bibliographiques. Il est recommandé d'utiliser les modèles {{Ouvrage}}, {{Chapitre}}, {{Article}}, {{Lien web}} et/ou {{Bibliographie}}. Le mode d'édition visuel peut mettre en forme automatiquement les références.
- Insérer une infobox (cadre d'informations à droite) n'est pas obligatoire pour parachever la mise en page.

Pour une aide détaillée, merci de consulter Aide:Wikification.
Si vous pensez que ces points ont été résolus, vous pouvez retirer ce bandeau et améliorer la mise en forme d'un autre article.
Albums de STAYC
Staydom
(2021)
Singles
1. So Bad

Star to a Young Culture est le premier single album du girl group sud-coréen STAYC. Il est sorti le 12 novembre 2020 de par le label High Up Entertainment et est distribué par Kakao M. L'album se compose de deux morceaux tous deux produits par Black Eyed Pilseung.

## Contexte et sortie
Le 11 octobre, High Up Entertainment a annoncé que son tout premier groupe féminin "STAYC" ferait ses débuts le 12 novembre 2020. Tous les membres du groupe ont été révélé entre le 8 septembre et le 22 octobre. Le titre de leur premier album a été annoncé comme étant Star To A Young Culture, avec comme premier single " So Bad ". Le programme des teasers a été publié le même jour. L'album a été annoncé comme étant produit par Black Eyed Pilseung, le duo de compositeur a décrit leur création par l'expression "Teen Fresh", une combinaison de "Teen" (adolescent) et "Fresh" (frais), mettant en évidence les "personnalités vocales" du groupe.
Pour promouvoir l'album, le groupe a interprété son premier single "So Bad" et sa face B "Like This" via une première live sur VLIVE. Le groupe a fait ses débuts dans sur une émission musicale le 13 novembre 2020 à KBS Music Bank, première performance  suivi d'autres à Show Champion, Inkigayo et The Show.

## Singles
" So Bad " est sorti en tant que premier single et chanson titre de l'album le 12 novembre 2020. Le clip vidéo de la chanson a reçu plus de 2,6 millions en 24 heures. La chanson a fait ses débuts à la 90ème place du Billboard's K-pop Hot 100, culminant plus tard à la 82ème et à la 21ème place du classement mondial des ventes de chansons numériques. La chanson a également culminé à la 159ème place sur le Gaon Digital Chart.

## Performances commerciales
Le single album s'est vendu  le premier jour à plus de 4 300 exemplaires, remportant le record de vente pour un groupe de filles a ses débuts en 2020. Il s'est vendu à plus de 10 000 exemplaires la première semaine, devenant le premier album d'un groupe de filles  à le faire en 2020. Après avoir fait ses débuts à la 17ème place, il a culmina à la 6ème place du classement coréen des albums Gaon. Le groupe a également réussi à obtenir plus de 30 000 streams et plus de 10 000 auditeurs sur Genie Music.

## Liste des pistes
Toutes les chansons sont écrites et composées par Black Eyed Pilseung et Jeon Goon, et arrangées par Rado.
| 1.   | So bad    | 3:32 |
| 2.   | Like this | 3:06 |
| 6:38 |           |      |

## Distinctions
| Critique/Publication | Liste                                      | Travail     | Rang | Réf.  |
| -------------------- | ------------------------------------------ | ----------- | ---- | ----- |
| MTV                  | Les meilleures faces B de la K-Pop en 2020 | "Like This" | 3    | [ 9 ] |

## Classement
| Classement (2020)           | Meilleur place |
| --------------------------- | -------------- |
| Albums sud-coréens ( Gaon ) | 6              |

## Certification et ventes
| Région       | Certification | Ventes/Streams |
| ------------ | ------------- | -------------- |
| Corée du Sud |               | 48 439         |

## Historique des sorties
| Région       | Date             | Format                 | Label                 |
| ------------ | ---------------- | ---------------------- | --------------------- |
| Divers       | 12 novembre 2020 | - digitale - streaming | High Up Entertainment |
| Corée du Sud | 13 novembre 2020 | CD                     | High Up Entertainment |